# Julius Weisbach

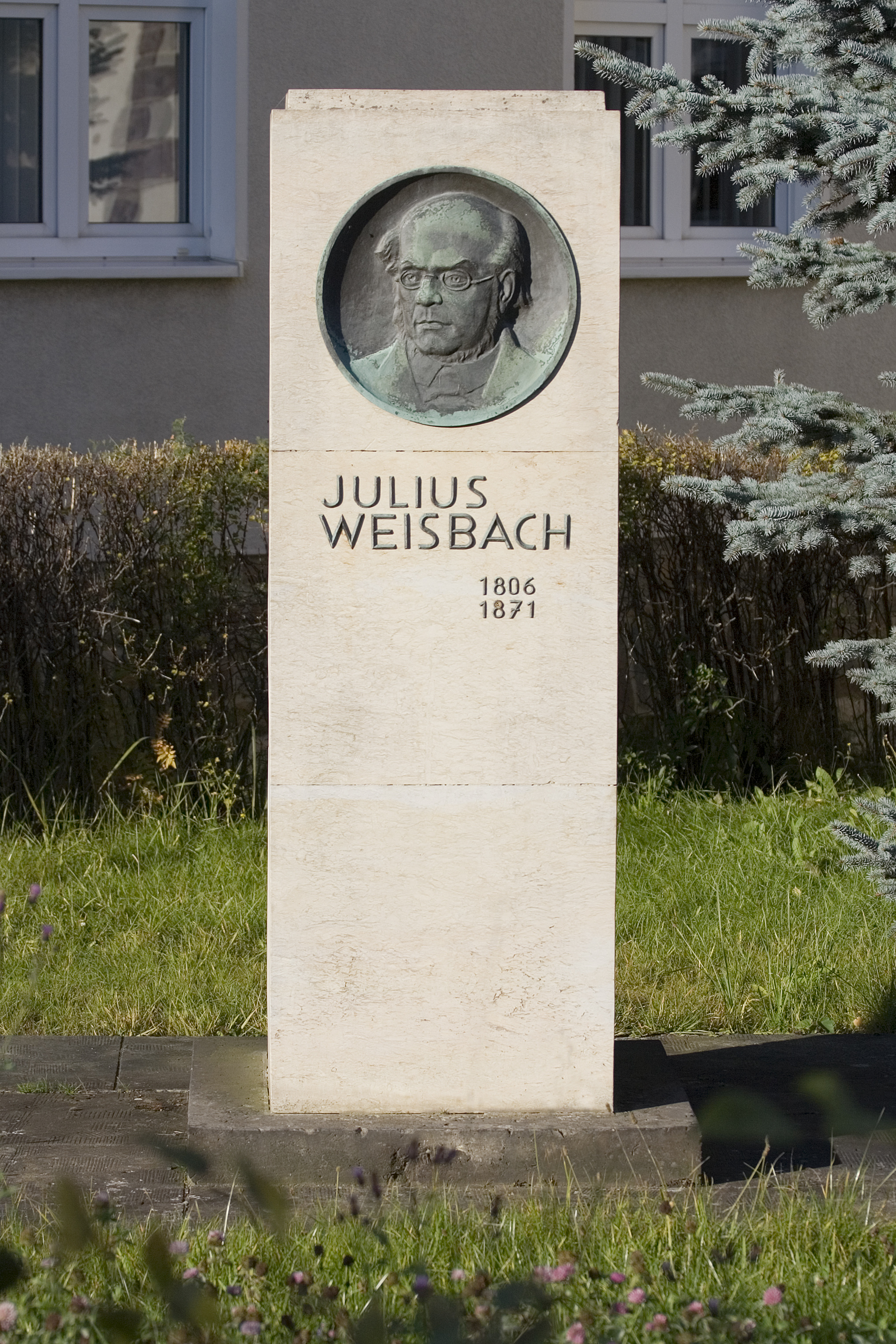
Monumento a Weisbach en Freiberg

Julius Ludwig Weisbach (Mittelschmiedeberg (actual Mildenau) Erzgebirge, 10 de agosto de 1806 - Freiberg, 24 de febrero de 1871) fue un matemático e ingeniero alemán.

## Vida
Weisbach estudió en la Bergakademie de Freiberg entre 1822 y 1826. Tras ello, terminó su formación en la Universidad de Gotinga, donde impartía Carl Friedrich Gauss y en Viena, bajo las clases de Friedrich Mohs.
En 1831 regresó a Freiberg para enseñar matemáticas en el Gymnasium local. En 1833 se convirtió en profesor de Matemáticas y Teoría de Máquinas de Montaña en la Bergakademie. En 1836 fue ascendido a profesor de matemáticas aplicadas, mecánica, teoría de máquinas de montaña y Markscheidekunst.
Como profesor, Weisbach escribió un influyente tratado de mecánica para estudiantes de ingeniería, llamado Lehrbuch der Ingenieur- und Maschinenmechanik. La obra fue varias veces ampliada y reeditada entre 1845 y 1866. También es conocido por completar el trabajo de Darcy sobre pérdidas de carga en tuberías para dar lugar a la ecuación de Darcy-Weisbach.
En 1868 fue elegido miembro extranjero de la Real Academia de las Ciencias de Suecia.

## Obras escogidas
- Handbuch der Bergmaschinenmechanik (2 Bde., 1835/1836)
- Lehrbuch der Ingenieur- und Maschinenmechanik (3 Bde., 1845/1863)
- Der Ingenieur, Sammlung von Tafeln, Formeln und Regeln der Arithmetik, Geometrie und Mechanik (1848)
- Die neue Markscheidekunst und ihre Anwendung auf die Anlage des Rothschönberger Stollns bei Freiberg (1851)
- Anleitung zum axonometrischen Zeichnen (1857)